# نخل‌های ساق‌کوتاه
نخل‌های ساق‌کوتاه (نام علمی: Allagoptera) نام یک سرده از تیره نخل است.